# Ching Wei
Ching Maou Wei (* 14. November 1985 in Fagaʻalu) ist ein ehemaliger Schwimmer aus Amerikanisch-Samoa.

## Biografie
Ching Wei startete bei den Schwimmweltmeisterschaften 2007, 2009 und Schwimmweltmeisterschaften 2011. Sein bestes Resultat war ein 53. Rang über 50 Meter Schmetterling 2011.
Da Amerikanisch-Samoa über kein wettkampftaugliches Schwimmbad verfügte, trainierte Wei im Meer. Trotz dieser Umstände konnte er sich für die Olympischen Spiele 2012 in London qualifizieren. Seine Vorbereitung auf Olympia verbrachte der Meeresbiologie-Student auf Hawaii. In London schwamm er im Wettkampf über 50 Meter Freistil mit einer Zeit von 27,30 Sekunden neue persönliche Bestzeit. Am Ende belegte er von 58 Athleten den 51. Rang. Bei der Eröffnungs- und Abschlussfeier war er zudem Fahnenträger der Delegation von Amerikanisch-Samoa.